# Bonaventura Sabater i Burcet
Bonaventura Sabater i Burcet (Palafrugell, 1862 - ?) fou un empresari, escriptor i polític català, diputat a Corts Espanyoles durant la restauració borbònica.
Es va establir a Begur, on va col·laborar al diari El Baix Empordà i hi va dirigir una indústria de taps. També milità a la Lliga Regionalista, amb la que fou elegit diputat per Girona a les eleccions generals espanyoles de 1903 i 1918.

## Obres
- Quartilles (amb pròleg de Francesc Cambó, 1916)
- Cròniques empordaneses (1913)
- Bagur. La crisi de l'any 1919 (1919)